# Cnidocodon leopoldi
Cnidocodon leopoldi is een hydroïdpoliep uit de familie Capitata incertae sedis. De poliep komt uit het geslacht Cnidocodon. Cnidocodon leopoldi werd in 1978 voor het eerst wetenschappelijk beschreven door Bouillon. 